# Euryopis pilosa
Euryopis pilosa är en spindelart som beskrevs av Miller 1970. Euryopis pilosa ingår i släktet Euryopis och familjen klotspindlar.
Artens utbredningsområde är Angola. Inga underarter finns listade i Catalogue of Life.